# États unis de l'Afrique latine

Frontières proposées par Barthélemy Boganda.

Les États unis de l'Afrique latine sont une proposition d'union des pays africains de langues romanes défendue par Barthélemy Boganda de 1957 à sa mort en 1959.

## Historique
Barthélemy Boganda, élu le 18 juin 1957 président du Grand conseil de l'Afrique équatoriale française, profite de cette tribune pour faire une première fois allusion au concept des États unis de l'Afrique latine en mai 1957. L'idée de cette union est d'éliminer des frontières peu respectueuses des répartitions tribales, et de capitaliser sur la racine linguistique commune de la région, suivant l'exemple de l'Amérique latine, pour créer une puissance régionale.
Le 17 octobre 1958, il propose de créer les États unis de l'Afrique latine selon la démarche suivante :
1. création de la République centrafricaine en unissant l'Afrique-Équatoriale française (AEF), c'est-à-dire le Centrafrique, le Congo, le Gabon et le Tchad ;
2. « unification des deux Congos », c'est-à-dire le Congo belge et le « Congo français » (AEF) ;
3. création des États unis de l'Afrique latine comprenant, outre les deux Congos, le Cameroun, le Ruanda, le Burundi et l'Angola[4].

Barthélemy Boganda voyait cette union comme un contre-poids à la puissante influence britannique au Sud, avec l'Afrique du Sud, la Rhodésie, le protectorat du Bechuanaland et du Nyassaland.
Barthélemy Boganda, alors premier ministre de la Centrafrique, décède dans un accident d'avion à bord d'un Nord 2501 Noratlas de l'Union aéromaritime de transport le 29 mars 1959, ce qui précipite l'abandon du projet.
Bien que les pays voisins n'aient pas adhéré au projet, en 1960, lorsque l'Oubangui-Chari devient indépendant et adopte le nom de République centrafricaine, ce nom est choisi pour exemplifier la vision de Boganda en procédant à la première étape de son plan.

## Critiques
L'idée des États unis d'Afrique latine a été critiquée par Richard Wright dans une introduction aux lecteurs français d'une traduction de son livre White Man, Listen!, sur la base que l'Afrique latine sous-entend Afrique catholique, et que cela créerait une confrontation religieuse avec l'Afrique anglophone, qu'il appelle Afrique protestante. Il envisage plutôt une approche panafricaine.
Alors que le concept d'Amérique latine est parvenu à alimenter une notion anti-impérialiste, le concept d'Afrique latine a toujours été associé à la bureaucratie coloniale européenne.